# Enric Bernat
Pour les articles homonymes, voir Bernat.
Enric Bernat, né le 20 octobre 1923 à Barcelone et mort le 27 décembre 2003 à Barcelone, est un homme d'affaires catalan, fondateur de l'entreprise de sucettes Chupa Chups.
Enric Bernat est né dans une famille catalane de confiseurs et a commencé sa vie active dans le magasin de gâteaux de ses parents. Dans les années 1950, il arrive dans le nord de l'Espagne pour relancer une entreprise de confiture de pommes. Bernat prend en charge la société en 1958 et la renomme Chupa Chups. En 1991, il donne le contrôle de l'entreprise Chupa Chups à son fils Xavier.
Il était marié à Núria Serra, avec qui il eut trois fils et deux filles, tous lui ayant survécu.
Il meurt à l'âge de 80 ans, le 27 décembre 2003, dans sa maison à Barcelone'.
En 2006, Chupa Chups est vendue à la société italo-néerlandaise Perfetti Van Melle par les fils d'Enric Bernat.